# 梅ヶ香町
梅ヶ香町（うめがかちょう、umegaka-chou）は、兵庫県神戸市長田区の町名。梅ヶ香町一丁目と二丁目が設置されている。郵便番号は、653-0021。

## 地理
兵庫運河に面する。

## 世帯数と人口
2021年（令和3年）12月31日現在の世帯数と人口は以下の通りである。
| 町丁           | 世帯数  | 人口  |
| -------------- | ------- | ----- |
| 梅ヶ香町一丁目 | 294世帯 | 466人 |
| 梅ヶ香町二丁目 | 131世帯 | 236人 |
| 計             | 425世帯 | 702人 |

## 小・中学校の学区
市立小・中学校に通う場合、学区は以下の通りとなる。
| 町丁           | 番地    | 小学校               | 中学校             |
| -------------- | ------- | -------------------- | ------------------ |
| 梅ヶ香町一丁目 | 全域    | 神戸市立長田南小学校 | 神戸市立長田中学校 |
| 梅ヶ香町二丁目 | 3～11番 | 神戸市立長田南小学校 | 神戸市立長田中学校 |
| 梅ヶ香町二丁目 | 1、2番  | 神戸市立真野小学校   | 神戸市立長田中学校 |

## 交通

### 道路
阪神高速3号神戸線が通る。

## 施設
病院
- 公文病院